# Kolpotocheirodon theloura
Kolpotocheirodon theloura és una espècie de peix de la família dels caràcids i de l'ordre dels caraciformes.

## Morfologia
- Els mascles poden assolir 3 cm de llargària total.[3]

## Hàbitat
Viu en zones de clima subtropical.

## Distribució geogràfica
Es troba a Sud-amèrica: afluents dels rius São Francisco i Paranà a prop de Brasília (Brasil).